# بيتو كامبوس
بيتو كامبوس هو مدرب كرة قدم برازيلي، ولد في 1964 في ساو بورخا، ريو جراندي دو سول في البرازيل.